# ایشلیرن، زوریخ
شهر ایشلیرن  در بخش دیه تیکون در ایالت زوریخ در کشور سوئیس واقع شده‌است که ۱۳٬۲۰۰ نفر جمعیت دارد.